# Gen Kitchen
Genevieve Victoria Kitchen (née le 5 mai 1995 est une femme politique britannique qui est députée de Wellingborough dans le Northamptonshire depuis le 15 février 2024. Membre du Parti travailliste, elle est membre du Newham London Borough Council dans le Grand Londres de 2018 à 2022.

## Biographie
Kitchen est née en 1995Gen Kitchen, fille de deux vétérans de la Royal Navy. Elle grandit dans le Northamptonshire,. Elle étudie l'histoire et la politique à l'Université Queen Mary de Londres et obtient son diplôme en 2016.

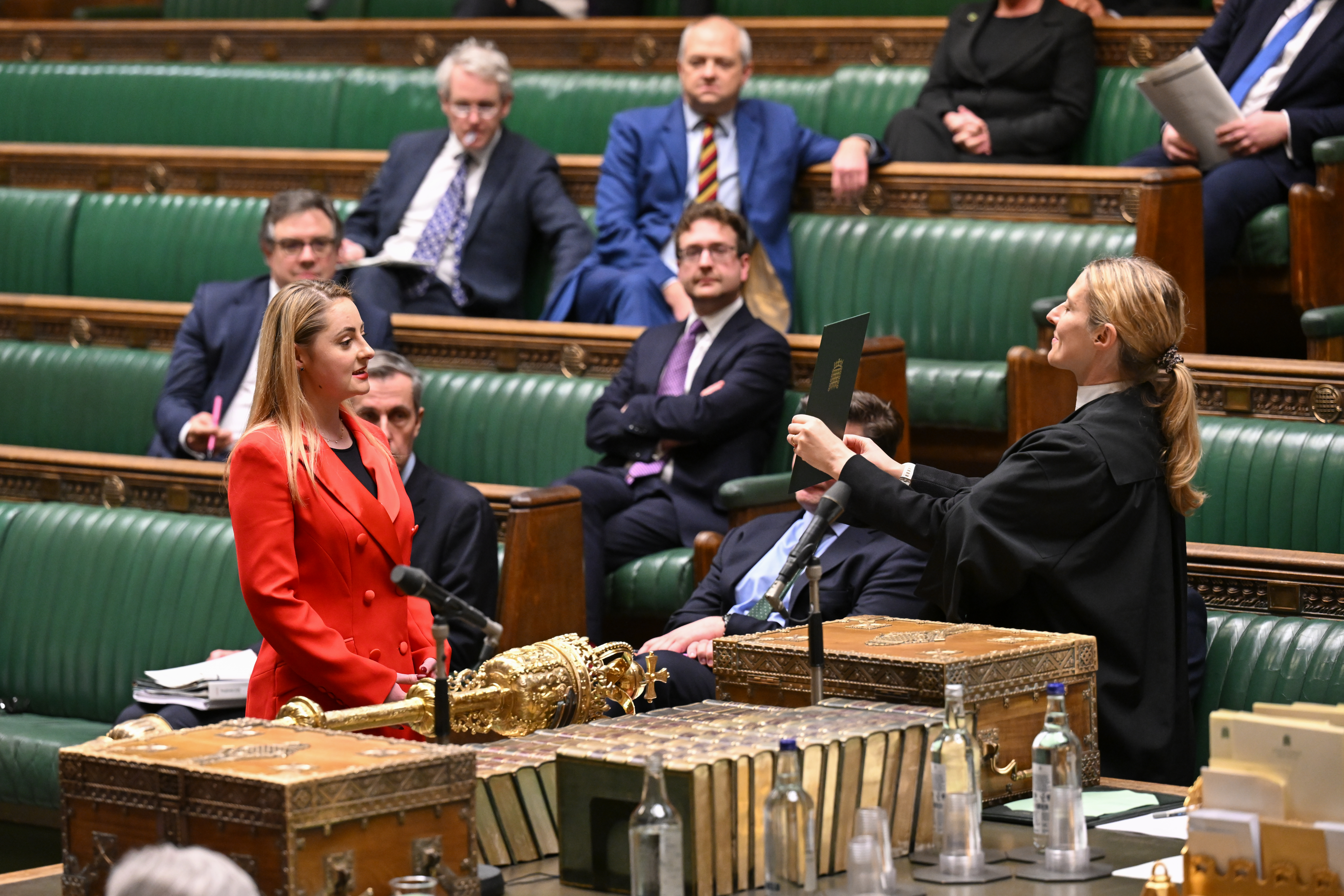
Gen Kitchen prête serment à la Chambre des communes le 19 février 2024

Kitchen collecte des fonds dans le secteur caritatif, en travaillant avec des organisations telles que l'Armée du salut, Sarcoma UK, un hôpital pour enfants et un organisme de bienfaisance pour la santé des enfants. De 2018 à 2022, elle est conseillère du quartier londonien de Newham représentant le quartier de Boleyn.
Lors des élections générales de 2019, Kitchen se présente pour le parti travailliste dans le sud du Northamptonshire, terminant à la deuxième place avec 20,9 pour cent des voix derrière Andrea Leadsom, députée conservatrice sortante et secrétaire aux affaires et au Commerce.
En novembre 2023, elle est sélectionnée comme candidate potentielle au Parlement pour Wellingborough. Lorsque la pétition de révocation visant à destituer Peter Bone est couronnée de succès, elle lance sa campagne. Elle est soutenue par l'ancien chef conservateur du conseil local. Elle est élue députée de Wellingborough, avec 45,9 pour cent des voix et une majorité de 6 436 voix.